# Cornelis van Schaick

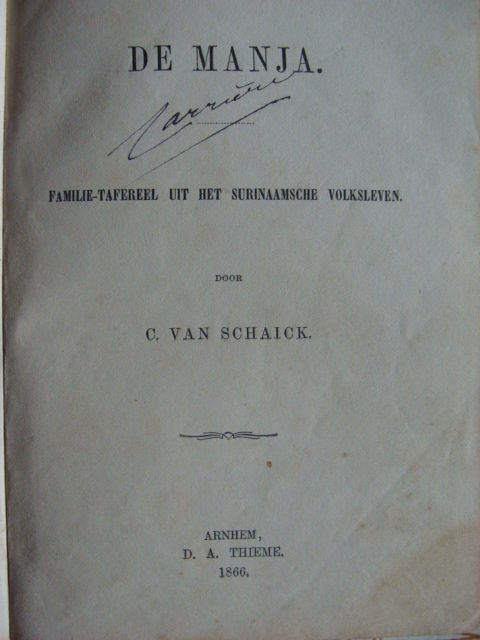
Titelblad van Van Schaicks Surinaamse roman 'De Manja'

Cornelis van Schaick (Amsterdam, 25 oktober 1808 – aldaar, 28 januari 1874) was een Nederlandse predikant, dichter en prozaschrijver. Hij liet zijn sporen na in de Drentse- en Surinaamse literatuur. Kerkelijk behoorde hij tot de vrijzinnige richting, hij was daarnaast vrijmetselaar en lid der Maatschappij tot Nut van 't Algemeen.

## Dwingeloo
Van Schaick begon in 1825 zijn studie theologie aan het Athenaeum Illustre te Amsterdam en vervolgde deze in 1828 te Leiden. Het daaropvolgende jaar huwde hij Johanna Margareta van de Kamp. Hij had vanaf 1832 de functie van hulpprediker, eerst in Hollandscheveld en daarna in Amsterdam. Vanaf 1838 was hij gemeentepredikant te Dwingeloo. Hier kwam Van Schaick in conflict met voorstanders van de Afscheiding, die daar een paar jaar voor zijn komst begonnen was. Hij had een groot gezin en zag zich genoodzaakt om door schrijven wat geld bij te verdienen. Een paar van zijn vroege werken waren opgesteld ter ere van de koning. Ook schreef hij meerdere publicaties voor liefdadigheidsdoelen. Onder andere het in 1843 gepubliceerde Dichtbondelke zag het licht ten behoeve van de armen van Hoogersmilde.
In 1847 gaf Van Schaick Geert. Een verhaal voor het volk, vooral ten platte landen. 't Hoogduitsch gevolgd uit bij Beijerinck te Amsterdam. Dit werk is een grondige bewerking van Uli der Knecht van Jeremias Gotthelf. Van Schaick verplaatste de vertelling van het Zwitserse kanton Bern naar het platteland van Drenthe. Ook deelde hij Gotthelfs reactionaire politieke denkbeelden niet, wat de plot ingrijpend wijzigde. De roman is naar huidige maatstaven erg vroom, de receptie was destijds zeer lovend.

## Conflict
Koning Willem II stelde Van Schaick in oktober 1851 aan als predikant te Paramaribo. Spoedig raakte Van Schaick in conflict met Aalt Willem van Holthe van den Oldengaerde over de beroepingsprocedure voor een opvolger in Dwingeloo. Jonkheer Van Holthe van den Oldengaerde bezat het collatierecht en weigerde om in te stemmen met de voorgenomen procedure. Hervormde kerkbesturen konden sinds 1814 een subsidie krijgen wanneer zij niet een maar twee kandidaten voordroegen voor een beroeping. Van Holthe van den Oldengaerde vond het bezwaarlijk om uit twee kandidaten te kiezen en beschuldigde Van Schaick ervan de aanstichter van de gang van zaken te zijn. De gemoederen liepen hoog op en Van Schaick beschuldigde op zijn beurt Van Holthe van Oldengaerde van wetsovertreding. Uiteindelijk kwam het kerkbestuur met een voordracht van drie kandidaten, uit wie de jonkheer Horreüs de Haas koos.

## Suriname
Van Schaick vertrok in 1852 naar Suriname, waar hij tot 1861 zou blijven. Hij vervulde er tal van functies, onder meer die van voorzitter van vrijmetselaarsloge Concordia te Paramaribo en redactielid van het tijdschrift West-Indië. Hij schreef gedichten en proza voor het Surinaamsch Weekblad en de Surinaamsche Courant en Gouvernements Advertentie Blad. In 1853 kwam hij met een Dichtbundeltje voor de Surinaamsche jeugd, versjes geschreven in de trant van Hiëronymus van Alphen.
In 1861 was hij een jaar lang met verlof in Nederland.

### De Manja
Zijn in Nederland verschenen roman De Manja: familie-tafereel uit het Surinaamsche volksleven (1866) is een van de opmerkelijkste negentiende-eeuwse romans over Suriname. Het verhaal begint in het jaar 1836, toen vele Surinaamse plantages reeds verlaten waren, maar de slavenmaatschappij nog lang niet aan haar eind was gekomen. De plot draait rond de wederwaardigheden van de familie van de overste L., die een slavin onheus behandelt, waarna deze wraak neemt door middel van een met lepra besmette manja (mango) op de dochter des huizes. Van Schaick neemt consequent stelling tegen de mensonterende slavernij, geeft veel dialogen in het Sranan weer en is in de uitbeelding van de slavenmaatschappij uitstekend gedocumenteerd. Hij heeft met De Manja het vroegste relaas gegeven van Surinamers die gedesillusioneerd hun eigen land de rug toekeren. In de Nederlandse literaire kringen werd dit boek weinig gewaardeerd.

## Terug in Nederland
Vanaf 1864 woonde Van Schaick met zijn gezin in Naarden, waar hij een bundel Drents getinte korte verhalen vervaardigde, uitgegeven als Novellen. Andere publicaties uit de jaren 60 waren Vader Machiel en, zoals hierboven vermeld, De Manja. Van 1870 tot 1872 was Van Schaick hulpprediker in Buurse. Hierna verhuisde hij naar Amsterdam.

## Werken
- Tweetal leerredenen, over Genes. 4: 3-9, en hoofdst. 4: 9-17. Uitgesproken te Hoogeveen (provincie Drenthe) (1833)
- Harptoonen, op 's Konings vijftigsten verjaardag (1842)
- Aan Neêrlands geliefden Koning, op den eersten Januarij 1843 (1843)
- Dichtbondelke (1843)
- Bladen uit grootvaders dagboek (1844)
- Tweetal leerredenen, uitgegeven ten voordeele der bevolking van 't Hollandsche Veld (1846)
- Geert. Een verhaal voor het volk, vooral ten platte landen. 't Hoogduitsch gevolgd (1847)
- Jakob. Een verhaal uit het tijdvak der Apostelen (1847)
- God zorgt! of de handschoenmaker uit eene der achterbuurten van Amsterdam (1847)
- Tafereelen uit het Drentsch dorpsleven (1848)
- Feestrede bij gelegenheid der inwijding van het Kerkgebouw in 't Hollandsche Veld (1852)
- Dichtbundeltje voor de Surinaamsche jeugd (1853)
- Novellen (1864)
- Vader Machiel. Eene Drentsche novelle (1865)
- De Manja: familie-tafereel uit het Surinaamsche volksleven (1866)

## Over Van Schaick
- Henk Nijkeuter, Geschiedenis van de Drentse literatuur, 1816-1956.
- Michiel van Kempen, Een geschiedenis van de Surinaamse literatuur. Breda: De Geus, 2003, deel I, pp. 366–367, 388-389.